# Wayuu
Cet article concerne le peuple wayuu. Pour la langue wayuu, voir Wayuu (langue).
Les Wayuu (ou Wayu, Wahiro) sont un peuple amérindien, connus en espagnol sous le nom de Guajiros (province colombienne de La Guajira), et qui vivent à la frontière de la Colombie et du Venezuela.
Ce peuple amérindien est le plus important de Colombie et du Venezuela quant au nombre d'habitants, avec 8 % de la population de l'État vénézuélien Zulia et 45 % de la population du département colombien La Guajira, soit plus de 500 000 personnes.

## Culture

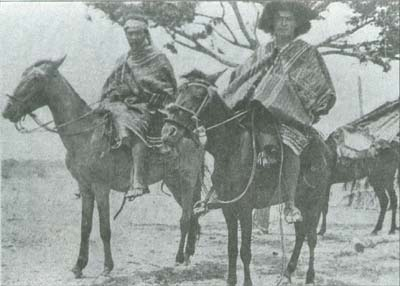
Wayuu en 1928

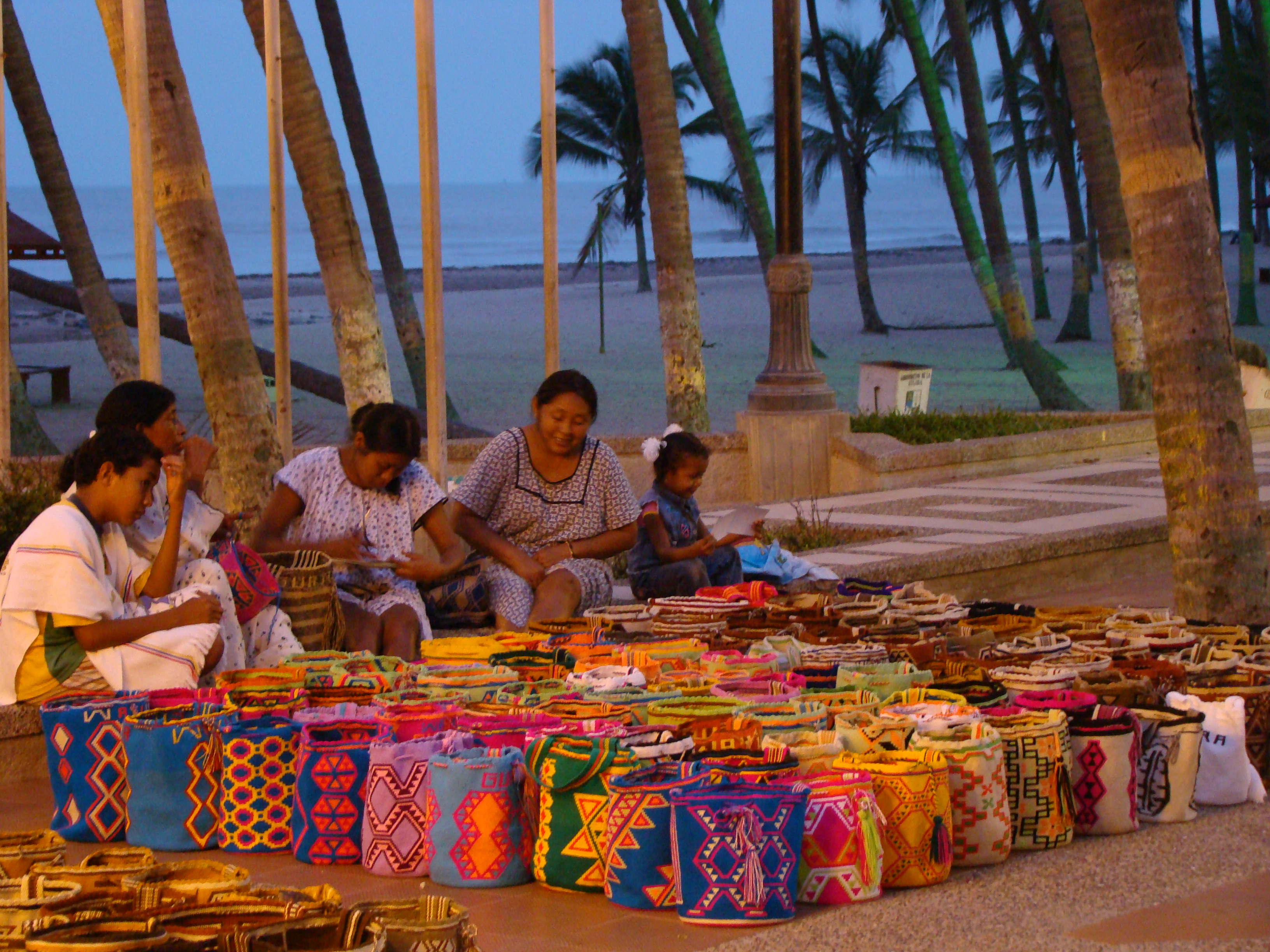
Vente de sacs à Riohacha

Les Wayuu vivent essentiellement du tissage, dont la fabrication d'habits notamment, et cultivent une culture orale propre aux anciens peuples et aux actuelles ethnies indiennes d'Amérique du Sud. Ils parlent leur propre langue ainsi que l'espagnol. Ces Indiens sont les seuls à ne pas avoir été conquis par les Espagnols et ont maintenu une certaine indépendance dans les deux pays dans lesquels ils vivent, réclamant leur propre territoire, ce qui peut poser quelques problèmes.
L'actrice vénézuélienne Patricia Velásquez, originaire de la région, a créé la fondation Wayúu Taya pour améliorer l'accès aux soins médicaux et à l'éducation pour ces populations. Le financement de cette fondation provient notamment de la vente de sacs incorporant des motifs traditionnels souvent très colorés. Ces sacs appelés « Mochila » (sac en espagnol) sont crochetés par les femmes Wayuu. Ils sont effectués en mailles serrées et l'anse est tissée. Ils nécessitent entre 15 et 30 jours de travail.
Leur système judiciaire est entré au patrimoine culturel immatériel en 2010.
Entre 2008 et 2013, trois mille mineurs sont morts de sous-nutrition dans la province de La Guajira, pour la plupart des amérindiens Wayuu. La sécheresse en est la cause principale, elle-même accentuée par la déforestation et l'exploitation minière, mais la corruption, les déplacements forcés et l'abandon de la part des pouvoirs publics sont également des facteurs dénoncés par les populations locales.
Les déplacements forcés de plusieurs milliers de personnes, commencés au début des années 1980 et toujours en cours, ont jeté dans l’extrême pauvreté de nombreuses personnes concernées et ont déstabilisé les économies agro-pastorales des populations locales. Puis, l’exploitation massive de la houille, accompagnée d’un déboisement de quelque 60 000 hectares, aurait peu à peu modifié le climat et les conditions biologiques : « Avant il pleuvait plus et les rivières avaient un débit correct. Avec les explosions de Cerrejón, qui provoquent des minitremblements de terre, et la poussière constante qui émane de la mine, tout s’est asséché. Et les plantes et les arbres sont contaminés », selon un représentant d'une communauté indigène.
Les Wayuu appellent leurs villages des rancherías.

## Langue
Leur langue, le wayuu, qui fait partie des langues arawakiennes, a un statut officiel à la fois au Venezuela et en Colombie, où elle est coofficielle pour le département de la Guajira.

### Filmographie
- Le chemin des Indiens morts, film de Michel Perrin et Jean Arlaud, TF1, EHESS, CNRS Audiovisuel, Meudon, 1983, 1 h 30 min (VHS)
- Kantus, le dernier voyage, film documentaire de Francisco Norden, Arion productions, Antenne 2, Paris, 1990, 51 min 11 s
- Pájaros de verano (les Oiseaux de passage), film de Ciro Guerra et Cristina Gallego, Colombie, Danemark , Mexique, France, avril 2019